# Human Target (2010)
Human Target is een Amerikaanse actie/dramaserie, die sinds januari 2010 wordt uitgezonden door Fox in de Verenigde Staten. De serie is gebaseerd op de gelijknamige strip van Len Wein and Carmine Infantino. Het is de tweede televisieserie gebaseerd op deze strip. In Nederland wordt de serie op Veronica uitgezonden en in België op VT4.
Op 5 mei 2011 maakte Fox bekend dat er geen derde seizoen zal komen van Human Target.

## Verhaal
De serie volgt het leven van Christopher Chance, een particulier bodyguard en veiligheidsexpert. Hij beschermt zijn klanten door geheel te integreren in hun leven. Zodoende wordt hij zelf het "menselijk doelwit" van de vijanden van zijn klanten. Chance wordt vergezeld door zijn zakenpartner Winston en zijn ingehuurde handlanger Guerrero.

## Rolverdeling
- Mark Valley - Christopher Chance
- Chi McBride - Winston
- Jackie Earle Haley - Guerrero
- Emmanuelle Vaugier - FBI Agent Emma Barnes
- Autumn Reeser - Layla